# Pigniu
Pigniu foi uma comuna da Suíça, no Cantão Grisões, com 28 habitantes. Estendia-se por uma área de 17,98 km², de densidade populacional de 3 hab/km². Confinava com as seguintes comunas: Andiast, Elm (GL), Rueun, Siat.
A língua oficial nesta comuna era o Romanche.

## História
Em 1 de janeiro de 2009, passou a formar parte da nova comuna de Ilanz/Glion.